# Master of Reality
| Recensione   | Giudizio |
| ------------ | -------- |
| AllMusic     |          |
| Sputnikmusic |          |

Master of Reality è il terzo album in studio del gruppo musicale heavy metal britannico Black Sabbath, pubblicato nel luglio del 1971 dalla Vertigo.
L'album ha venduto oltre 5 000 000 di copie in tutto il mondo. Nel 2012 l'album è stato inserito dalla rivista Rolling Stone alla posizione numero 300 della loro lista dei 500 migliori dischi di sempre.

## Il disco
Alla sua pubblicazione l'album riscosse un notevole successo: entrò infatti direttamente nella top 10 statunitense. È a tutt'oggi ritenuto uno dei più grandi album della band britannica e molto influente per il doom metal, lo stoner metal e lo sludge metal. A differenza dei primi due album, Master of Reality presenta infatti un sound molto più lento e tetro, "pesante" ed "ossessivo" nei ritmi e nei riff. I testi invece, seguono la scia dei primi due album, trattando di tematiche anti-militariste (Children of the Grave) o riferendosi alla droga (Sweet Leaf, brano introdotto da ripetuti colpi di tosse di Iommi e caratterizzato da una ripetizione continua di riff ossessivi).
A partire da questo album, Iommi cambiò l'accordatura della sua chitarra, abbassandola di un tono e mezzo (Butler fece lo stesso con il basso), per poter pigiare meglio le corde con la mano destra (rimasta menomata dopo un incidente sul lavoro) sulla tastiera e per dare un tocco più oscuro al sound del disco. Questa operazione (chiamata downtuning) diverrà una caratteristica di molti futuri gruppi heavy metal e tanti ritengono che i Black Sabbath furono i primi ad adoperarla.
In Master of Reality Iommi introduce inoltre in maniera più massiccia le chitarre acustiche (utilizzate nei due brani strumentali Orchid ed Embryo), strumento con il quale il chitarrista si era espresso prima d'ora in una sola occasione (Sleeping Village del primo album) e si cimenta anche con flauto e pianoforte in Solitude.

### Musica e testi
Le lente e pesanti composizioni presenti che costituiscono il corpus del disco sono inframezzate da gentili ballate dai toni medievaleggianti scritte da Tony Iommi. Due di queste, Embryo e Orchid, sono brevi strumentali che fungono da interludi. La terza, Solitude, è più lunga rispetto alle altre e vede una linea vocale dolce ed evocativa ad opera di Ozzy Osbourne. Proprio circa questa traccia è ampiamente circolata la notizia che la voce a cantare la canzone fosse quella di Bill Ward e non quella di Ozzy, data la grande differenza rispetto alle altre caratteristiche performance vocali di Osbourne; però, il tutto si è rivelato essere soltanto una diceria. Ward non cantò nessuna canzone dei Black Sabbath fino al settimo album della band, Technical Ecstasy, dove canta in It's Alright.
Il testo di After Forever, scritto da Geezer Butler, è incentrato su temi inerenti al Cristianesimo. Ai tempi, molti vedevano i Black Sabbath come dei satanisti (cosa che la band smentì ripetutamente e categoricamente) a causa del loro sound dark, della loro immagine tenebrosa e dei testi delle loro canzoni. After Forever fu quindi tacciata di blasfemia da qualche fondamentalista cristiano, anche se il testo al contrario parlava di salvezza dell'anima e non attaccava minimamente la religione. La rivista Rolling Stone criticò i testi di ispirazione "cristiana" presenti nel disco ma lodò l'arrangiamento dei brani.

### Copertina
La copertina dell'album è piuttosto spartana, costituita dalle sole scritte Master of Reality in grigio, sotto le parole Black Sabbath in viola, il tutto su sfondo nero. Il titolo dell'album e il nome del gruppo sono scritti a caratteri grossi e con un effetto ondulatorio. La prima edizione in vinile dell'album aveva la copertina apribile contenente un poster della band, e le parole Master of Reality scritte in nero con contorno viola anziché in grigio. Sul retro dell'album sono trascritti i testi delle canzoni. Infine esistono altre varianti della copertina con le scritte verdi e rosse.
Nelle prime edizioni distribuite nel Nord America, diverse canzoni sull'album avevano dei sottotitoli, che identificavano i vari stacchi musicali creando l'impressione che ci fossero più brani di quelli effettivamente presenti. L'intro di After Forever aveva il sottotitolo "The Elegy", l'outro di Children of the Grave veniva chiamata "The Haunting", l'intro di Lord of This World era intitolata "Step Up", e l'intro di Into the Void veniva definita "Deathmask". Lo stesso trattamento era stato usato sui due precedenti album della band pubblicati in America.

### Pubblicazione e riconoscimenti
L'album entrò nella top ten sia nel Regno Unito (numero 5) che negli Stati Uniti (numero 8) certificandosi disco d'oro in base alle sole pre-ordinazioni. Vendette circa due milioni di copie nei soli Stati Uniti. Il responso critico dell'epoca non fu comunque entusiasmante, il critico Robert Christgau diede all'album una C- dichiarandosene non propriamente entusiasta.
Lester Bangs definì "monotono" Master of Reality in una recensione pubblicata su Rolling Stone. Da notare che in seguito la stessa rivista piazzerà invece l'album alla posizione numero 300 della loro lista dei 500 migliori dischi di sempre, compilata nel 2003.
Trent'anni dopo la pubblicazione dell'album, Q magazine (7/01, pag. 86) incluse Master of Reality nella loro classifica dei 50 Album più duri di tutti i tempi descrivendo il disco come "malevolo..." In un altro numero della stessa rivista pubblicato lo stesso anno (1/01, pag. 122), l'album ricevette 5 stellette su 5, e venne definito "il più compatto dei primi tre album dei Black Sabbath".
Nel giugno del 2017 la rivista Rolling Stone ha collocato l'album alla trentaquattresima posizione dei 100 migliori album metal di tutti i tempi.

## Tracce

### LP originale[16]
Lato A
Testi e musiche di Tony Iommi, Bill Ward, Geezer Butler e Ozzy Osbourne, tranne dove indicato:.
1. Sweet Leaf – 5:02
2. After Forever – 5:25 (musica: Iommi)
3. Embryo – 0:30 (Iommi)
4. Children of the Grave – 5:15

Lato B
1. Orchid – 1:31 (Iommi)
2. Lord of This World – 5:27
3. Solitude – 5:02
4. Into the Void – 6:11

### Deluxe Edition 2009[17]
Nel 2009 è stata rilasciata un'edizione deluxe dell'album, su doppio CD. Questa versione estesa comprende diverse bonus track oltre ai brani classici rimasterizzati da Andy Pearce (già curatore delle deluxe edition di Black Sabbath e Paranoid).

#### Disco 1
1. Sweet Leaf – 5:02
2. After Forever – 5:25
3. Embryo – 0:30
4. Children of the Grave – 5:15
5. Orchid – 1:31
6. Lord of This World – 5:27
7. Solitude – 5:02
8. Into the Void – 6:11

#### Disco 2 (Bonus tracks)
1. Weevil Woman '71 – 2:57
2. Sweet Leaf (Studio Outtake - Alternate Lyrics) – 5:02
3. After Forever (Studio Outtake - Instrumental) – 5:17
4. Children of the Grave (Studio Outtake - Alternate Lyrics) – 4:34
5. Children of the Grave (Studio Outtake - Instrumental) – 5:58
6. Orchid (Studio Outtake - With Tony Count-In) – 1:35
7. Lord of This World (Studio Outtake - Piano & Slide Guitar) – 5:36
8. Solitude (Studio Outtake - Intro With Alternative Guitar Tuning) – 3:42
9. Into The Void "Spanish Sid" (Studio Outtake - Alternative Version) – 6:23

## Formazione
Gruppo
- Ozzy Osbourne – voce
- Tony Iommi - chitarra elettrica; chitarra acustica (traccia 5); sintetizzatore (traccia 2 e 7); flauto e pianoforte (traccia 7)
- Terry "Geezer" Butler – basso
- Bill Ward - batteria, percussioni

Personale tecnico
- Rodger Bain - produzione
- Marcus Keef - fotografia
- Mike stanford - direzione artistica